# Kosa Janjačka
Kosa Janjačka is een plaats in de gemeente Perušić in de Kroatische provincie Lika-Senj. De plaats telt 139 inwoners (2001).